# Apistogramma trifasciata
Apistogramma trifasciata (лат.) — вид пресноводных рыб семейства цихловых, распространённый в Южной Америке.
Тело удлинённое. Самцы крупнее самок и могут достигать максимальной длины 6 см, самки — 5 см. Взрослые самцы имеют удлинённые первые лучи спинного плавника.
Как правило, 1 самец имеет гарем из 3-х самок. Самка откладывает до 100 яиц в пещерах. Оба пола защищают яйца и мальков.
Первые экземпляры были найдены в местности Арройо Чагалалина (Arroyo Chagalalina) в Парагвае, но вид распространён на относительно большей территории от водостока реки Гуапоре в южной части бассейна Амазонки, которая соединяется с водоразделом реки Парагвай в Бразилии и Парагвае и до середины бассейна Параны (в котором Парагвай является основным притоком) в Аргентине.
Для содержания необходим аквариум размером 45 х 30 см для одной пары. Рыбы не прихотливы к оформлению аквариума, для декора подойдут керамические горшки, длинные пластиковые трубки или другие укрытия. Более естественным будет выглядеть песчаный субстрат с корягами и ветками деревьев, размещённый таким образом, чтобы образовалось много тенистых мест и укрытий. Добавление сухих опавших листьев придаст не только дополнительные убежища, но и будет местом для колоний полезных бактерий.